# Горњи Полој
Горњи Полој је насељено мјесто у општини Бариловић, на Кордуну, у Карловачкој жупанији, Република Хрватска.

## Историја
Горњи Полој се од распада Југославије до августа 1995. године налазио у Републици Српској Крајини. До територијалне реорганизације у Хрватској насеље се налазило у саставу бивше општине Дуга Реса.

## Становништво
Према попису становништва из 2011. године, насеље Горњи Полој није имало становника.
| Националност       | 1991. | 1981. | 1971. | 1961. |
| Срби               | 33    | 57    | 79    | 97    |
| Хрвати             |       | 1     |       |       |
| остали и непознато |       | 1     |       |       |
| Укупно             | 33    | 59    | 79    | 97    |

| Демографија | Демографија | Демографија |
| Година      | Становника  | Становника  |
| ----------- | ----------- | ----------- |
| 1961.       | 97          |             |
| 1971.       | 79          |             |
| 1981.       | 59          |             |
| 1991.       | 33          |             |
| 2001.       | 0           |             |
| 2011.       | 0           |             |